# تشارلي إنغل
تشارلي إنغل (بالإنجليزية: Charlie Engle)‏ هو عداء مراثوني أمريكي، ولد في 20 سبتمبر 1962 في تشابل هيل في الولايات المتحدة.

## وصلات خارجية
- الموقع الرسمي
- تشارلي إنغل على موقع IMDb (الإنجليزية)
- تشارلي إنغل على موقع قاعدة بيانات الفيلم (الإنجليزية)